# Villamayor de Monjardín
Villamayor de Monjardín és un municipi de Navarra, a la comarca d'Estella Oriental, dins la merindad d'Estella. Limita al nord amb Igúzquiza, al sud amb Los Arcos, a l'est amb Luquin i Barbarin i a l'oest amb Abaigar, Olejua i Etaio.

## Demografia
| Evolució demogràfica                                               | Evolució demogràfica | Evolució demogràfica | Evolució demogràfica | Evolució demogràfica | Evolució demogràfica | Evolució demogràfica | Evolució demogràfica | Evolució demogràfica | Evolució demogràfica | Evolució demogràfica |
| 1996                                                               | 1998                 | 1999                 | 2000                 | 2001                 | 2002                 | 2003                 | 2004                 | 2005                 | 2006                 | 2007                 |
| ------------------------------------------------------------------ | -------------------- | -------------------- | -------------------- | -------------------- | -------------------- | -------------------- | -------------------- | -------------------- | -------------------- | -------------------- |
| 118                                                                | 119                  | 130                  | 127                  | 124                  | 120                  | 123                  | 135                  | 140                  | 140                  | 139                  |
| Fonts: Villamayor de Monjardín i Institut d'Estadística de Navarra |                      |                      |                      |                      |                      |                      |                      |                      |                      |                      |

## Història
La història del municipi aquesta lligada al castell situat a la part alta del poble. El castell va ser un gran baluard davant la invasió morisca i va ser pres pel rei don Sanç Garcés I en l'any 908, després de fort combat contra els seus ocupants, ja que constituïa la ferma fortalesa del poderío musulmà en la comarca. Posteriorment el castell va ser donado pel rei Sanç II de Navarra al monestir d'Iratxe, però va passar més tard a poder de la Catedral de Pamplona per donació de Sanç el Gran; molt més tard apareix com propietat de Fadrique Álvarez de Toledo, II Duc d'Alba, tal vegada com premi per la invasió de Navarra en 1512. Durant les guerres carlines va sofrir alternativament l'ocupació per part dels exèrcits centralistes i carlistas.